# Krueng Seumayam
Krueng Seumayam is een bestuurslaag in het regentschap Nagan Raya van de provincie Atjeh, Indonesië. Krueng Seumayam telt 1189 inwoners (volkstelling 2010).